# Corporation Bank
Corporation Bank est une banque dont le siège social est situé à Udupi en Inde. Elle est créée en 1906. Elle est détenue par l'État indien depuis sa nationalisation en 1980.

## Histoire
En août 2019, le gouvernement indien annonce la fusion d'Union Bank of India avec Andhra Bank et Corporation Bank, fusion qui prend effet en avril 2020 en créant un ensemble de 9 500 agences et 13 500 distributeurs automatiques.